# 田中氏
田中（たなか）は、日本の苗字のひとつ。明治新姓として農民身分が多く名乗ったことから、非常に多くの地域に亘って存在する。神主による一括姓名拝領式における、「すすきが転じて鈴木」と同様に、「田んぼの仕事してるから田中」、となったことが多数である苗字である。

## 吉政系 田中氏
出自は近江国とされるが、田中吉政の父の名も系図により食い違うなど判然とせず、近江国高島郡田中村（滋賀県高島市安曇川町田中）の農民の子にすぎなかったといわれる。また、宇多源氏佐々木支流であるとも言われ、その後（家紋に一つ目結を使っている）淵上氏に分家したともいわれる。
いずれにせよ家紋に一つ目結紋（釘抜き紋ともいう）を用い佐々木氏と関連付けを図ったことが確認できる。戦国時代の田中吉政は、はじめ近江国人の宮部継潤に仕えた後、天正7年（1579年）ごろ羽柴秀吉に仕える。その後秀吉の甥羽柴秀次の付家老となる。文禄4年（1595年）の秀次切腹騒動の後、多くの関係者が連座して罰せられたが、吉政は秀次の付家老という密接な関係ながら、咎めを受けることはなかった。
慶長5年（1600年）の関ヶ原の戦いでは東軍に付く。そして戦に敗れ伊吹山を逃亡中の、西軍大将石田三成を捕らえることに成功した。この大功により、筑後国柳川32万石を与えられた。しかし、吉政没後に跡を継いだ2代藩主田中忠政は子を残さないまま死去、柳川藩は無嗣断絶となり立花氏に継がれた。
その後、忠政の兄田中吉興が2万石を与えられたが、部下の罪を咎められてこちらも改易処分となった。以後、田中氏一族は旗本や陪臣として続いた。

### 系図
```
太線は実子。細線は養子。

鈴木真年
編による『古代氏族系譜集成」所収田中氏系図による

橘義清

 ┃
清順
 ┃
貞成
 ┃
盛清
 ┃
盛親
 ┃
親清
 ┃
親信
 ┃
田中重信
 ┃
重治
 ┃
重則
 ┃
重寛
 ┃

重政

 ┣━━┳━━┓

吉政
　
清政
　
氏次

 ┣━━┳━━━━┳━━━━┳━━┓

吉次
　
吉信
　
吉興
(
康政
？)　
忠政
　
庸政

 ┃　 
菅沼定盈
　 ｜　　　　　　　┃
 ┃　　　┣━━┓｜　　　　　　　┃

吉勝
　
菅沼定芳
　
吉官
　　　　　　
栄政

 ┃　　(六男) (八男)
 ┃　　　┃┌──┫

政信
　　　
定房
　
定格

 ┃　　　(三男) ┃
 ┃ 　　　　　  ┃

政之
　　　　　　
定賢

 ┃　　　　　   ┃

信之
　　　　　　
定安

 ┃

元陳
```

## 田丸系田中氏
北畠政郷-田丸具業（顕晴）-田丸具忠-田丸直昌-田中玄儀-田中玄重-田中正玄、会津藩始祖

## 里見系 田中氏
新田系里見氏一族。里見義俊（大新田竹林太郎）の次男・田中義清を開祖とする｡
『千家系譜』、『千利休由緒書』によると、安土桃山時代の茶人・千利休（田中与四郎）はその末裔と称したが、確証はない。

## 岩松系 田中氏
足利系岩松氏一族。畠山義純の次男・田中時朝を開祖とする。明治時代の政治家・社会運動家として著名な田中正造はその末裔という。

## 植松系 田中家
村上源氏流の岩倉家庶家である植松家出身の子爵・植松雅徳の子・植松雅行が田中家と称した。

## 伊達、宇和島藩系 田中家
宇和島藩領高山浦の庄屋・田中家
関連記事： 伊達村候

## その他
遠江国の土豪、井伊氏当主・井伊彌直の次男直家が田中姓を名乗り、井伊系田中氏も存在していた。
内閣総理大臣を務めたものでは、田中義一（陸軍大将）の山口県の士族の家系や、田中角栄の新潟県の農民の家系が存在する。
上述した通り、田中という姓は非常に多くの氏族に亘って存在しており、一定の社会や組織の中において多数見られることがある姓の1つでもある。
これを活かして、公営競技のオートレースの飯塚オートレース場においては、2009年2月、開催初日に田中姓の選手を8人同じレースに出走させ、その名も「田中選抜」という企画レースを開催したことがある。